# 고양이 여행 리포트
《고양이 여행 리포트》(旅猫リポート)는 아리카와 히로의 장편 소설이다. 아리카와 히로사가 발행한 주간문춘 2011년 10/27호부터 2012년 4/19호까지 연재되었으며 2012년 11월 단행본이 발행되었다.
2014년 2월 28일, 본 작품을 우작으로 한 그림책이 발간되었다.

## 영화
《고양이 여행 리포트》(旅猫リポート, The Travelling Cat Chronicles)는 일본에서 제작된 미키 코이치로 감독의 2018년 드라마 영화이다. 후쿠시 소우타 등이 주연으로 출연하였다.

## 출연

### 주연
- 후쿠시 소우타
- 타카하타 미츠키

### 조연
- 다케우치 유코
- 히로세 아리스
- 오노 타쿠로
- 야마모토 료스케

## 기타
- 원작자: 아리카와 히로